# کارین مولدر
کارین مولدر (به انگلیسی: Karen Mulder) متولد اول ژوئن ۱۹۷۰، یک مدل بازنشسته و خواننده هلندی می‌باشد. در دههٔ ۱۹۹۰ وی بسیار موفق بود و یک «سوپرمدل» در سطح جهانی شناخته می‌شد. مولدر یکی از «فرشته‌های ویکتوریا» کمپانی ویکتوریا سیکرت بود.